# トルドヴィキ
トルドヴィキ（ロシア語: Трудовая группа、労働者グループ）は、20世紀初頭のロシアで活動していた左翼政党である。

## 歴史
1905年のロシア第一革命後の1906年、恩赦によって亡命先のイギリスから帰国した元社会革命党の活動家アレクセイ・アラジンによって設立された。

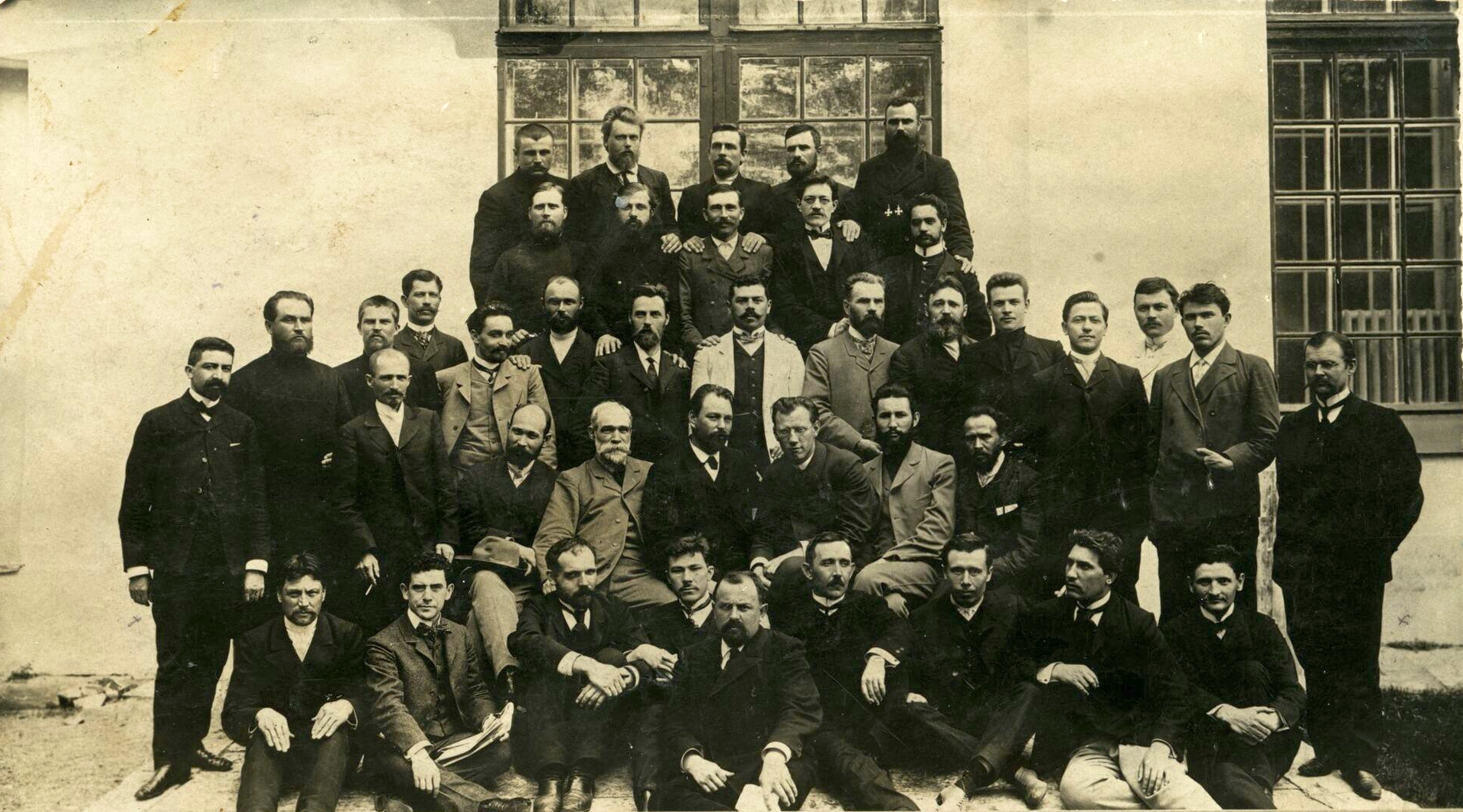
第一議会で選出されたトルドヴィキ議員

1906年3月に開催された第一議会選挙では、母体となった社会革命党とマルクス主義政党であったロシア社会民主労働党が選挙をボイコットする中、着実に支持を伸ばし97議席を獲得し議会第二党へと躍進する。しかし自由主義勢力と社会主義勢力の躍進を嫌ったツァーリによって議会は僅か数週間で解散となった。
翌1907年1月に解散された第二回議会選挙では、104議席を獲得し議会第一党に躍進。他にもボイコット戦術を放棄した社会革命党とロシア社会民主労働党も議席を獲得し議会で社会主義勢力が過半数を握る事態となった。この事態を憂慮したストルイピン首相は左派政党を徹底的に弾圧、更には非常特権を利用して選挙法の改正を実施し貴族や地主に有利な制度に改変する。これによりトルドヴィキは大打撃を受け、1907年10月に実施された第三議会選挙では13議席、1912年９月に実施された第四議会選挙では僅か１０議席の獲得に留まり勢力は衰退した。
その後も活動は継続され1917年3月の二月革命ではロシア国会臨時委員会を支持し革命後発足した臨時政府に参加するもアレクサンドル・ケレンスキーが社会革命党に移籍するなど党勢の衰退は止まらず、6月に人民社会党と合流を果たす。
しかし1917年11月の十月革命ではボリシェヴィキによる武装蜂起を非難、反ボリシェビキの立場を鮮明にするもロシア内戦に敗北し党は崩壊する。

## 思想
トルドヴィキはナロードニキ運動の影響を強く受け継いでおり、同じナロードニキ運動を母体とした社会革命党と同じく、農地の社会化（国有化ではなく農村共同体の財産とする）や農民・労働者の救済、政治犯の恩赦などを掲げていたが、二月革命後の臨時政府では立憲民主党などのブルジョワ政党と連立政権を組み、ボリシェヴィキによる暴力革命には反対した。